# Lysimacheia
Lysimacheia (Grieks: Λυσιμάχεια of Λυσιμάχια) was een belangrijke hellenistische stad aan het noordwestelijke uiteinde van Thracische Chersonesos (het huidige Gallipoli) in de nek waar het schiereiland het vasteland raakt in wat nu Oost-Thracië in Turkije is, vlak bij de baai van Melas (de huidige Golf van Saros). Sinds de 6e eeuw n.Chr. heette de stad Hexamilion (Εξαμίλιον).

## Geschiedenis
De stad werd in 309 v.Chr. gesticht door Lysimachos, de satraap van Thracië, toen hij zich voorbereidde op zijn strijd met rivaliserende diadochen. De nieuwe stad was gesitueerd op de landengte en beheerste daarmee de weg van Sestos in het noorden en het Thracische vasteland. Om inwoners te krijgen voor zijn nieuwe stad verwoestte Lysimachos het nabijgelegen Cardia, de geboorteplaats van de historicus Hieronymus, en bracht de bewoners ervan en van andere Chersonesische steden er onder. Lysimachos heeft Lysimacheia ongetwijfeld tot hoofdstad van zijn koninkrijk gemaakt en zij moet razendsnel grote pracht en voorspoed hebben bereikt.
Na zijn dood in 281 v.Chr. viel de stad aan het Seleucidische Rijk toe. Tijdens de oorlogen tussen Seleucus Callinicus en Ptolemaios Euergetes ging het over van de Seleuciden naar de Ptolemaëen. Of deze laatsten de stad vrij lieten of dat het zichzelf onafhankelijk maakte is ongewis; in ieder geval trad Lysimacheia toe tot de Aetolische Bond. In 287 v.Chr. werd de stad zwaar beschadigd door een aardbeving, die de Romeinse historicus Justinus vermeldt.  In 277 werden bij Lysimacheia invallende Galliërs verslagen door de Macedonische koning Antigonus II Gonatas. Omdat de Aetoliërs niet in staat waren de stad de nodige bescherming te bieden, werd het opnieuw verwoest in 197 v.Chr. door de Thraciërs tijdens de Tweede Macedonische Oorlog. Antiochus de Grote herbouwde de plaats, verzamelde de verstrooide en slaaf gemaakte inwoners en trok van alle kanten kolonisten aan met genereuze beloften. Deze restauratie lijkt echter onsuccesvol te zijn geweest en onder de Romeinse heerschappij verviel Lysimacheia meer en meer.
De laatste keer dat de plaats met zijn antieke naam wordt vermeld is in een zinsnede van Ammianus Marcellinus in de 4e eeuw n.Chr. De Byzantijnse keizer Justinianus (527–565) bouwde de stad weer op omgordde haar met sterke vestingwerken en sindsdien wordt er slechts naar verwezen onder de naam Hexamilion. Op de plek van het oude Lysimacheia ligt nu de plaats Eksemil, die haar naam dankt aan de vesting van Justinianus, hoewel de ruïnes van de antieke stad talrijker zijn in naburige dorp Ortaköy.